# Біогеосфера
Біогеосфе́ра (від біо…, гео… і сфера) — оболонка земної кулі, де знаходиться жива речовина планети.
Біогеосфера розташована на межі контакту поверхневого шару земної кори з повітряним океаном і у верхній частині водної оболонки.
Біогеосферу також іноді називають:
- шар згущення життя, плівка життя (В. І. Вернадський);
- біогеоценотичний покрив (В. Н. Сукачов);
- вітасфера (А. Н. Тюрюканов і В. Д. Александрова). Вітасфера (від лат. vita — життя і sphaire — куля) — шар біосфери, обмежена рослинним покривом з прилеглих до нього шаром атмосфери і підґрунтя. Потужність вітасфери на суші досягає сотні метрів. Вітасфера відрізняється від поняття «географічна оболонка» (ландшафтне середовище). До неї не належать геосистеми, де життя практично немає: лавові озера, стерильні ділянки льодовиків та інші природні ландшафти.
- епігенема (Р. І. Аболін). Епігенема (від грец. epigennema) — біогеоценотична поверхнева оболонка Землі.
- фітогеосфера (Е. М. Лавренко).

Біогеосфера займає область концентрації живої речовини — плівку різної товщини (від кількох до десятків і сотень метрів). Елементарними осередками биогеосфери є біогеоценози.
Біогеосфера є єдиною оболонкою Землі, в якій можливі постійне перебування і нормальна діяльність людини. Людство черпає майже всі необхідні йому ресурси з біогеосфери: воду, кисень, паливо, сировина для промисловості.
Біогеосфера відчуває з боку людства різноманітні дії, у тому числі і руйнівні.